# Acherontia radiata
Acherontia radiata är en fjärilsart som beskrevs av Edward Alfred Cockayne 1953. Acherontia radiata ingår i släktet Acherontia och familjen svärmare. Inga underarter finns listade i Catalogue of Life.